# Théodore Guérin

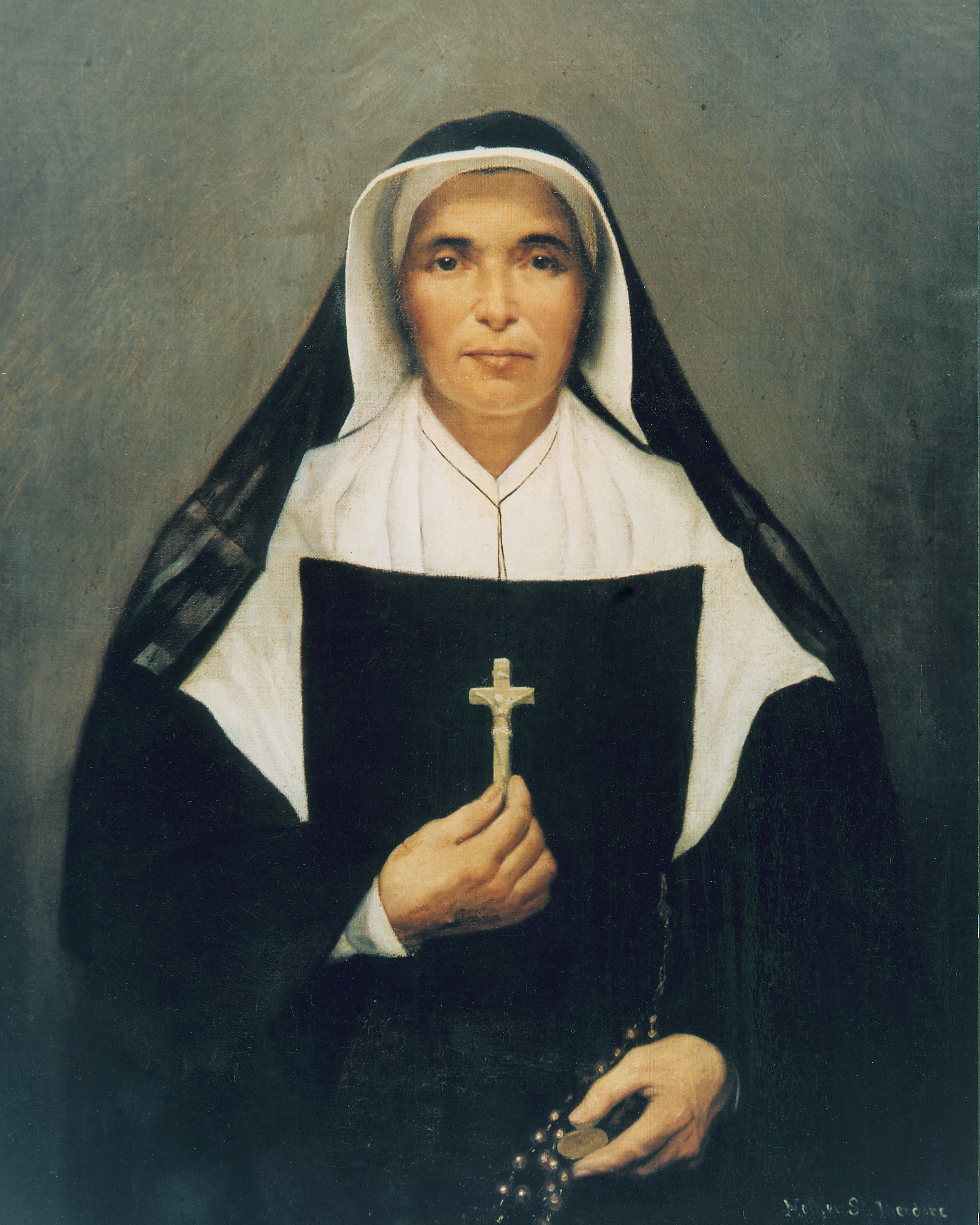
Théodore Guérin, Ölgemälde von 1856 nach einer Daguerreotype von 1855

Théodore Guérin (* 2. Oktober 1798 in Étables-sur-Mer, Bretagne als Anne-Thérèse Guérin; † 14. Mai 1856 in Saint Mary-of-the-Woods) war eine katholische Ordensfrau und Heilige.

## Leben
Anne-Thérèse Guérin trat am 18. August 1823 in das Kloster Sœurs de la Providence in Ruillé-sur-Loir in Frankreich ein. Dort nahm sie den Ordensnamen Sœur St. Theodore an. Die nächsten Jahre arbeitete sie in Frankreich als Lehrerin und Krankenpflegerin.
Im Jahr 1840 ging sie, nunmehr Mother Theodore (Mutter Theodora) genannt, aufgrund einer Einladung des Bischofs von Vincennes, Indiana, Célestine René Laurent Guynemer de la Hailandière, zusammen mit einigen Mitschwestern aus dem Kloster in Ruillé nach Indiana. Dort begründete sie im Wald nahe Terre Haute in dem abgelegenen Ort Saint Mary-of-the-Woods einen Frauenkonvent. Nur neun Monate später eröffneten Mutter Theodora und ihre Mitschwestern eine Bildungseinrichtung für Mädchen, das heutige Saint Mary-of-the-Woods College. Unter Mutter Theodoras Leitung wurden kurz darauf weitere Schulen im Gebiet von Indiana und in anderen Bundesstaaten der USA gegründet, so etwa in Chicago, Boston und Los Angeles.
Théodore Guérin starb am 14. Mai 1856 in dem von ihr gegründeten Kloster und wurde in der Kirche des Mutterhauses von Saint Mary-of-the-Woods beigesetzt. Ein Keltisches Kreuz steht inmitten des Friedhofes der Kongregation und trägt die Aufschrift: “I sleep, but my heart watches over this house which I have built.” (deutsch: „Ich schlafe, doch mein Herz wacht über dieses Haus, das ich erbaut habe.“)

## Verehrung
Am 15. Oktober 2006 wurde Théodore Guérin von Papst Benedikt XVI. heiliggesprochen.